# Pfeiffera ianthothele
A Pfeiffera ianthothele egy elterjedt és kultúrában is gyakran nevelt epifita kaktusz.

## Jellemzői
A növény gyenge szárai csüngőek, törzsei 30–60 cm hosszúak, 20 mm átmérőjűek keresztmetszetben. Szárszegmensei 8–12 cm hosszúak, 10 mm átmérőjűek, 3-5 bordásak, tövisei 6–7 mm hosszúak. Areolái 10 mm távolságra vannak egymástól, sárgás színűek. Virágai pericarpiummal együtt is csak 15 mm hosszúak, világossárgák, felállók vagy csüngők. A pericarpium bíborszínű, hegyes fehér töviseket hordoz areoláin. Termése gömbölyded, 12–16 mm átmérőjű, tövises, magjai feketék.

## Elterjedése
Bolívia: Cochabamba, Santa Cruz, (Tarija); Argentína: Jujuy, Salta, Tucuman. Epifitikus és epilitikus 1300 m tengerszint feletti magasság felett.

## Rokonsági viszonyai
A Pfeiffera subgenus tagja.
- var. tarijensis: tövisei barnák, virágai szélesre nyílóak, fehérek. Korábban elkülönítettek egy Pfeiffera mataralensis néven leírt taxont is, melyet ma ennek a fajnak az alakkörébe sorolnak. Az alapfajtól sokbordájú cereoid hajtásaival különbözik.